# Tala'vision
Tala'vision (in arabo: تالافيزيون) è un cortometraggio del 2021 scritto e diretto dal giovane regista giordano Murad Abu Eisheh.
Il film mette in luce la lotta di una bambina che cerca di vivere la sua infanzia in una terra dilaniata dalla guerra e dalla dittatura.

## Trama
Tala è una bambina siriana di otto anni. Sogna di giocare con gli altri bambini nel campo di calcio del quartiere ma è intrappolata in una realtà dominata dalla guerra. Il padre è molto protettivo e non la fa uscire. Allora trova conforto e libertà nella televisione, che però è proibita dallo Stato Islamico. Dopo che suo padre gliela distrugge, la bambina fa una scelta pericolosa.

## Distribuzione
Il film è stato presentato in anteprima mondiale al Filmfestival Max Ophüls Preis di Saarbrücken, in Germania, il 28 gennaio 2021, dove vinse il premio del pubblico e di giuria come miglior cortometraggio. Nel circuito dei festival internazionali ha ricevuto molti riconoscimenti, ed è stato il primo cortometraggio prodotto in Levante ad aver ricevuto il Gold Student Academy Award 2021 dalla Academy of Motion Picture Arts and Sciences, qualificandosi nella shortilist dei Premi Oscar 2022.

## Riconoscimenti
- Filmfestival Max Ophüls Preis
  - 2021: Premio del pubblico al miglior cortometraggio
  - 2021: Premio di giuria al miglior cortometraggio
- German Camera Award
  - 2021: Miglior cinematografia
- Camerimage (Student Etudes Competition)

2021: Girino d'argento al miglior cortometraggio
- Red Sea International Film Festival
  - 2021: Miglior cortometraggio
- First Steps Awards
  - 2021: Miglior cortometraggio
- Rhode Island International Film Festival
  - 2021: Miglior cortometraggio narrativo
- Zlín International Film Festival for Children and Youth
  - 2021: Miglior cortometraggio narrativo
- Festival Tous Courts
  - 2021: Premio giuria giovani
  - 2021: Premio speciale Lieux Fictifs
- Student Academy Awards
  - 2021: Miglior cortometraggio narrativo in lingua straniera[4]